# 西郷輝彦
西郷 輝彦（さいごう てるひこ、1947年〈昭和22年〉2月5日 - 2022年〈令和4年〉2月20日）は、日本の歌手、俳優。鹿児島県鹿児島郡谷山町（現：鹿児島市）出身。血液型はA型。
歌手としては、橋幸夫・舟木一夫と共に昭和歌謡の「御三家」の1人として人気を博した。芸名は維新の三傑の一人西郷隆盛にちなむ。

## 来歴
母親の実家は日向国飫肥藩の家老職の家柄で幼少の頃から芸事に傾倒し、小学生時代は剣舞や絵画を習ったり、近所の子供を集めては自身で作った紙芝居を披露したり、地元の慈眼寺公園でチャンバラごっこに明け暮れる少年だった。中学に入ると主としてスポーツに力を入れ、野球、テニス、バレーなど、あらゆるスポーツをそつなくこなす少年であった。背が高かったこともあり、他のクラブから試合への参加を頼まれることもあったとのことである。またジャズが好きだった兄の影響で音楽にも傾倒し、将来は歌手になりたいとの夢を抱いていた一方、石原裕次郎、小林旭などダイヤモンドラインと言われた日活映画に憧れ映画俳優になりたいとの夢もあり、当時あった映画会社5社のニューフェイスに応募したが、結果は落選だった。
1962年に鹿児島商業高校中退後、鹿児島からヒッチハイクで大阪に行く。アルバイトサロンでボーイをしながら、かねてから下見をしていた有名なジャズ喫茶のオーディションを受けるも落選し、途方に暮れていたところを、審査員の口利きでゲーリー石黒とサンズ・オブ・ウエストのバンドボーイとなる。その後京都、名古屋などをぐるぐるまわりながら、バンドボーイ活動をしていたところを龍美プロに誘われ入社。
1964年2月、クラウンレコードより「君だけを」でデビュー。同曲は60万枚を売り上げ、デビュー曲にして大ヒットとなった。「十七才のこの胸に」もヒットし、両曲でその年の第6回日本レコード大賞新人賞を獲得。同年「十七才のこの胸に」で映画デビュー。しかし事務所が解散し、東京第一プロダクション（現 第一プロ）へ移籍するも同社を退社した相澤秀禎マネージャーにより1965年にクラウンレコード、太平洋テレビなどと共同出資（西郷は50%）によって誠和プロを設立し、当面はクラウン・レコード宣伝部に事務所を置き、社長業を兼ねる。ビート歌謡曲歌手として大人気であっただけでなく多くの映画に主演し、1960年代を代表する青春スターであった。
自ら我修院建吾のペンネームで雑誌『明星』に連載小説を書き、映画にもなった自作曲「傷だらけの天使」もヒットした。銀川晶子、五代けんも西郷自身の作詞作曲時のペンネームである。またデビュー当時のキャッチフレーズは「太陽の王子」であった。
1965年5月10日に鹿児島県体育館で行われた「西郷輝彦チャリティーショー」（帰郷ショー）では、12000人が会場に詰めかけた。観客が入場口に殺到し、整理の警察官1名が死亡、観客13名が負傷するという事故が起きている。
1966年に発売した「星のフラメンコ」は、30万枚を売り上げる大ヒットとなり、いくつかの歌手によるカバーのほか、タモリ（曲名は「肉のフラメンコ」）やCMなどにパロディー化もされている（本人出演のテレビCMでのセルフパロディーもあった）。また、2008年には、フラメンコの本場であるスペイン出身の歌手・ライートが自身のアルバムでカバーした。
1970年代に入り「真夏のあらし」（第12回日本レコード大賞作曲賞受賞曲）や「情熱」、「略奪」、「愛したいなら今」とロックポップス色を前面に出した曲が立て続けにヒットし、1971年2月には日生劇場でのロングラン公演を果たし大成功を収めた。
1973年、劇作家花登筺の誘いを受け、山善創業者・山本猛夫の半生を描いたテレビドラマ「どてらい男（ヤツ）」（関西テレビ制作・フジテレビ系）に山本をモデルとした「山下猛造」役で主演し、俳優活動を本格化。同番組は高視聴率を獲得し1977年までのロングランヒットとなる。これ以降歌手活動を一時縮小する。
1975年からは時代劇にも進出。特に国民的時代劇であるTBS「ナショナル劇場」の「水戸黄門第6部」の第1話にゲストとして出演したことがきっかけで、同枠の時代劇「江戸を斬る」の主演遠山金四郎役に抜擢された。同時代劇で京都映画祭新人賞を受賞。また第4シリーズの初回において最高視聴率36.7%を獲得するなどの人気シリーズとなり、俳優としての地位を確立した。またあらゆる面でその後の人生に大きな影響を与えた森繁久弥に師事し、舞台「暖簾」、「孤愁の岸」、「屋根の上のヴァイオリン弾き」などに出演する森繁ファミリーの一員でもあった。
NHK大河「独眼竜政宗」の片倉景綱役や、時代劇「水戸黄門」（TBS系）の松平頼常役、「江戸を斬る」の遠山金四郎役など時代劇俳優として名を馳せたが、後年には現代劇の映画やドラマにも数多く出演。また、タレントとしてもバラエティ番組に出演するなど、活動の幅を広げていた。
1983年には自身がかねてから演じてみたいと切望していた田中角栄を、映画「小説吉田学校」で演じた（主演吉田茂は森繁が演じた）。また同年からは長寿クイズ番組である「アップダウンクイズ」（毎日放送制作・TBS系）の3代目司会者に就任した。
1994年、デビュー30周年を機に、「別れの条件」で歌手活動を再度本格化させた。
2000年10月からは橋幸夫、舟木一夫とともにG3K（御三家）ツアーとして、2001年12月まで全国100カ所以上においてコンサートを行い、好評を博した。
2003年、芸能生活40周年を記念したコンサートツアー「西郷輝彦 VICTORY」全国40公演を行う。
2005年よりブログを開設。当初は関西弁で書かれ更新されていたが、のちに普通の口調になっている。
2009年、デビュー45周年を迎え、1月20日には日比谷公会堂で昼夜2回の記念コンサートを開催。

### 私生活
1972年に辺見マリと軽井沢で電撃結婚。二児（一男一女）をもうけたが1981年に性格の不一致を理由に離婚。離婚に至った発端は歌手、現代劇、時代劇で多忙を極めた活躍により自宅に帰るのは週に一度という生活だったと回想している。長男はミュージシャン・プロモーターの辺見鑑孝、長女はタレントの辺見えみり。
1990年に自身の事務所に勤務していた19歳年下の女性と2度目の結婚。三児（三女）をもうけた。
2011年に前立腺がんが判明し、全摘手術を行った。
2013年1月8日、娘のえみりが夫の松田賢二との間に第1子授かり、妊娠5カ月であることを発表した際、そのことに触れてマスコミに対し、喜びのコメントを寄せている。西郷にとって初孫となる。2013年6月8日、えみりが第一子である女児を出産する。娘夫婦から母子ともに健康で無事出産したことをメールで報告を受けた。
2013年より三女の今川宇宙（旧芸名、天川宇宙）がフリーモデルとして芸能活動を開始し、2016年より芸能事務所に所属。同年1月7日、BS日テレにて放送された「イチオシ 二泊三日の旅」『天橋立・舞鶴…“海の京都”の絶景を 西郷輝彦父娘が巡る旅』でミスiD2015ファイナリストの今川と出演し、娘であることを明らかにした。
2017年11月に前立腺がんが再発し、2021年4月、ステージ4の去勢抵抗性前立腺がんと公表、がんが骨にも転移していたことも明らかにしている。このため医師からは緩和医療を勧められたが、国内未承認の最先端治療を受けるためオーストラリア・シドニーに渡った。渡航に前後してYouTubeを開設し、同年8月には現地から日本テレビ系『24時間テレビ 「愛は地球を救う」』に出演して病状などを伝えるなど、本格的な活動復帰を目指していたが、2022年2月20日午前9時41分、前立腺がんのため、東京都内の病院で死去。75歳没。訃報は翌21日、所属事務所であったサンミュージックが公表した。

## 人物
芸名の「西郷」は尊敬する郷土の英雄・「大西郷」こと西郷隆盛にちなむ。
1987年の年末時代劇スペシャル「田原坂」（日本テレビ系）では「小西郷」こと西郷従道役を演じた。2008年新春に放送された「南洲翁異聞」（鹿児島テレビ放送開局40周年記念ドラマ）で、ついに念願の西郷隆盛役を演ずることになった。
逆に、GLAYのボーカルTERU(本名小橋照彦)の名前は西郷の芸名に由来していることがTERU本人により明らかにされている。
エルビス・プレスリーの大ファンで自身のコンサートやライブでも「アメリカの祈り」などを披露する。
Appleの商品の大ファンで、MacBook Airの発表会でスティーブ・ジョブスが封筒からMacBook Airを取り出すパフォーマンスに感銘し、MacBook Air購入後に封筒に入れてみたことがある。
故郷・鹿児島に対する思いから、地方博覧会であった1989年開催の「サザンピア21」のテーマソングを歌唱するだけでなく作詞も手がけ、コマーシャルにも出演。「どーんと鹿児島」では、PRも兼ねて生出演し、ネイティブの鹿児島弁でインタビューに答えていた。

## ディスコグラフィ

### シングル
- 「我修院建吾」「銀川晶子」「五代けん」は西郷のペンネーム。

| #  | 発売日          | 曲順 | タイトル                                  | 作詞           | 作曲                             | 編曲                             | レーベル      | 規格品番  |
| -- | --------------- | ---- | ----------------------------------------- | -------------- | -------------------------------- | -------------------------------- | ------------- | --------- |
| 1  | 1964年 2月15日  | A面  | 君だけを                                  | 水島哲         | 北原じゅん                       | 北原じゅん                       | 日本 クラウン | CW-35     |
| 1  | 1964年 2月15日  | B面  | ひとりぽっち                              | 水島哲         | 北原じゅん                       | 北原じゅん                       | 日本 クラウン | CW-35     |
| 2  | 1964年 4月15日  | A面  | チャペルに続く白い道                      | 水島哲         | 北原じゅん                       | 北原じゅん                       | 日本 クラウン | CW-55     |
| 2  | 1964年 4月15日  | B面  | 君のひとみ                                | 水島哲         | 北原じゅん                       | 北原じゅん                       | 日本 クラウン | CW-55     |
| 3  | 1964年 6月1日   | A面  | 星空のあいつ                              | 水島哲         | 北原じゅん                       | 北原じゅん                       | 日本 クラウン | CW-80     |
| 3  | 1964年 6月1日   | B面  | みんな好きだよ                            | 水島哲         | 北原じゅん                       | 北原じゅん                       | 日本 クラウン | CW-80     |
| 4  | 1964年 8月1日   | A面  | 十七才のこの胸に                          | 水島哲         | 北原じゅん                       | 北原じゅん                       | 日本 クラウン | CW-110    |
| 4  | 1964年 8月1日   | B面  | 純情の丘                                  | 水島哲         | 北原じゅん                       | 北原じゅん                       | 日本 クラウン | CW-110    |
| 5  | 1964年 8月1日   | A面  | 青空の下夢がいっぱい                      | 水島哲         | 北原じゅん                       | 北原じゅん                       | 日本 クラウン | CW-123    |
| 6  | 1964年 10月15日 | A面  | 君と歌ったアベマリア                      | 水島哲         | 北原じゅん                       | 北原じゅん                       | 日本 クラウン | CW-145    |
| 6  | 1964年 10月15日 | B面  | 幸せの一ツ星                              | 水島哲         | 北原じゅん                       | 北原じゅん                       | 日本 クラウン | CW-145    |
| 7  | 1964年 11月1日  | A面  | ジングルベル                              | 高田三九三     | J.Pierpont                       | 小杉仁三                         | 日本 クラウン | CW-180    |
| 7  | 1964年 11月1日  | B面  | きよしこの夜                              | 並木祐一       | F.Gruber                         | 小杉仁三                         | 日本 クラウン | CW-180    |
| 8  | 1964年 12月1日  | A面  | 我が青春                                  | 水島哲         | 北原じゅん                       | 北原じゅん                       | 日本 クラウン | CW-188    |
| 8  | 1964年 12月1日  | B面  | あゝ故郷                                  | 水島哲         | 北原じゅん                       | 北原じゅん                       | 日本 クラウン | CW-188    |
| 9  | 1965年 1月1日   | A面  | 青年おはら節                              | 星野哲郎       | 米山正夫                         | 福田正                           | 日本 クラウン | CW-192    |
| 9  | 1965年 1月1日   | B面  | 薩南哀歌                                  | 星野哲郎       | 米山正夫                         | 福田正                           | 日本 クラウン | CW-192    |
| 10 | 1965年 2月15日  | A面  | から松林の別れ道                          | 水島哲         | 北原じゅん                       | 北原じゅん                       | 日本 クラウン | CW-220    |
| 10 | 1965年 2月15日  | B面  | 赤い花                                    | 水島哲         | 北原じゅん                       | 福田正                           | 日本 クラウン | CW-220    |
| 11 | 1965年 4月1日   | A面  | 十代の涙                                  | 水島哲         | 北原じゅん                       | 北原じゅん                       | 日本 クラウン | CW-250    |
| 11 | 1965年 4月1日   | B面  | 若い慕情                                  | 水島哲         | 北原じゅん                       | 北原じゅん                       | 日本 クラウン | CW-250    |
| 12 | 1965年 4月1日   | A面  | 俺らは九州っ子                            | 星野哲郎       | 島津伸男                         | 島津伸男                         | 日本 クラウン | CW-262    |
| 13 | 1965年 4月1日   | A面  | 涙をありがとう                            | 関根浩子       | 米山正夫                         | 小杉仁三                         | 日本 クラウン | CW-275    |
| 13 | 1965年 4月1日   | B面  | 君はピンクのカーネーション                | 米山正夫       | 米山正夫                         | 小杉仁三                         | 日本 クラウン | CW-275    |
| 14 | 1965年 5月1日   | A面  | 始めからもういちど                        | 星野哲郎       | 米山正夫                         | 小杉仁三                         | 日本 クラウン | CW-280    |
| 14 | 1965年 5月1日   | B面  | 海の子守唄                                | 水島哲         | 北原じゅん                       | 北原じゅん                       | 日本 クラウン | CW-280    |
| 15 | 1965年 7月1日   | A面  | 恋人ならば                                | 米山正夫       | 米山正夫                         | 重松岩雄                         | 日本 クラウン | CW-296    |
| 15 | 1965年 7月1日   | B面  | 白いヨットの想い出                        | 米山正夫       | 米山正夫                         | 重松岩雄                         | 日本 クラウン | CW-296    |
| 16 | 1965年 8月1日   | A面  | 星と俺とできめたんだ                      | 水島哲         | 小杉仁三                         | 小杉仁三                         | 日本 クラウン | CW-313    |
| 16 | 1965年 8月1日   | B面  | 銀の雨降る煉瓦道                          | 水島哲         | 前田利克                         | 小杉仁三                         | 日本 クラウン | CW-313    |
| 17 | 1965年 9月10日  | A面  | 星娘                                      | 浜口庫之助     | 浜口庫之助                       | 小杉仁三                         | 日本 クラウン | CW-360    |
| 17 | 1965年 9月10日  | B面  | 港の灯り                                  | 浜口庫之助     | 浜口庫之助                       | 小杉仁三                         | 日本 クラウン | CW-360    |
| 18 | 1965年 10月1日  | A面  | 泣きたいときは泣き給え                    | 南沢純三       | 米山正夫                         | 小杉仁三                         | 日本 クラウン | CW-347    |
| 18 | 1965年 10月1日  | B面  | 青春の城                                  | ふじとたかし   | 米山正夫                         | 福田正                           | 日本 クラウン | CW-347    |
| 19 | 1965年 10月10日 | A面  | ペダルに生きるやつ                        | 岡本淳三       | 米山正夫                         | 重松岩雄                         | 日本 クラウン | CW-364    |
| 20 | 1965年 10月10日 | A面  | ママとおふくろさん                        | 淡島千景       | 米山正夫                         | 秋山実                           | 日本 クラウン | CW-375    |
| 20 | 1965年 10月10日 | B面  | 夕月の径                                  | 小口幸重       | 高美雅彦                         | 萩敏郎                           | 日本 クラウン | CW-375    |
| 21 | 1965年 12月1日  | A面  | この虹の消える時にも                      | 水島哲         | 北原じゅん                       | 北原じゅん                       | 日本 クラウン | CW-390    |
| 21 | 1965年 12月1日  | B面  | 愛                                        | 水島哲         | 北原じゅん                       | 北原じゅん                       | 日本 クラウン | CW-390    |
| 22 | 1966年 1月10日  | A面  | 西銀座五番街                              | 米山正夫       | 米山正夫                         | 重松岩雄                         | 日本 クラウン | CW-400    |
| 22 | 1966年 1月10日  | B面  | 恋のGT                                    | 米山正夫       | 米山正夫                         | 重松岩雄                         | 日本 クラウン | CW-400    |
| 23 | 1966年 2月1日   | A面  | 涙になりたい                              | 杉本好美       | 北原じゅん                       | 北原じゅん                       | 日本 クラウン | CW-430    |
| 23 | 1966年 2月1日   | B面  | ふるさとは宗谷の果てに                    | 北原じゅん     | 北原じゅん                       | 北原じゅん                       | 日本 クラウン | CW-430    |
| 24 | 1966年 3月10日  | A面  | 花の百万拍子                              | 星野哲郎       | 米山正夫                         | 福田正                           | 日本 クラウン | CW-464    |
| 25 | 1966年 4月10日  | A面  | 僕だけの君                                | 星野哲郎       | 北原じゅん                       | 五十嵐謙二                       | 日本 クラウン | CW-500    |
| 25 | 1966年 4月10日  | B面  | 想い出を君に返そう                        | 星野哲郎       | 北原じゅん                       | 五十嵐謙二                       | 日本 クラウン | CW-500    |
| 26 | 1966年 7月1日   | A面  | 星のフラメンコ                            | 浜口庫之助     | 浜口庫之助                       | 小杉仁三                         | 日本 クラウン | CW-505    |
| 26 | 1966年 7月1日   | B面  | 湖にゆこうよ                              | 浜口庫之助     | 浜口庫之助                       | 小杉仁三                         | 日本 クラウン | CW-505    |
| 27 | 1966年 8月1日   | A面  | あの星と歩こう                            | 能勢英男       | 米山正夫                         | 重松岩雄                         | 日本 クラウン | CW-524    |
| 27 | 1966年 8月1日   | B面  | たそがれは君の匂い                        | 南沢純三       | 山崎正清                         | 山崎正清                         | 日本 クラウン | CW-524    |
| 28 | 1966年 9月1日   | A面  | サンフランシスコ霧の港町                  | 水島哲         | 北原じゅん                       | 北原じゅん                       | 日本 クラウン | CW-550    |
| 28 | 1966年 9月1日   | B面  | ぼくの胸でお泣き                          | 水島哲         | 北原じゅん                       | 北原じゅん                       | 日本 クラウン | CW-550    |
| 29 | 1966年 10月10日 | A面  | 傷だらけの天使                            | 我修院建吾     | 銀川晶子                         | 小杉仁三                         | 日本 クラウン | CW-570    |
| 29 | 1966年 10月10日 | B面  | 霧の中の口笛                              | 我修院建吾     | 銀川晶子                         | 小杉仁三                         | 日本 クラウン | CW-570    |
| 30 | 1966年 11月1日  | A面  | ジングルベル                              | 高田三九三     | J.Pierpont                       | 小杉仁三                         | 日本 クラウン | CW-579    |
| 30 | 1966年 11月1日  | B面  | きよしこの夜                              | 並木祐一       | F.Gruber                         | 小杉仁三                         | 日本 クラウン | CW-579    |
| 31 | 1966年 11月1日  | A面  | 初恋によろしく                            | 星野哲郎       | 米山正夫                         | 佐倉正巳                         | 日本 クラウン | CW-600    |
| 31 | 1966年 11月1日  | B面  | いもうとよ                                | 星野哲郎       | 米山正夫                         | 佐倉正巳                         | 日本 クラウン | CW-600    |
| 32 | 1966年 12月1日  | A面  | ハイヤング節                              | 星野哲郎       | 小杉仁三                         | 小杉仁三                         | 日本 クラウン | CW-603    |
| 32 | 1966年 12月1日  | B面  | 青年さくら音頭                            | 星野哲郎       | 小杉仁三                         | 小杉仁三                         | 日本 クラウン | CW-603    |
| 33 | 1967年 2月1日   | A面  | 恋人をさがそう                            | 原とし子       | 米山正夫                         | 小杉仁三                         | 日本 クラウン | CW-605    |
| 33 | 1967年 2月1日   | B面  | 逢わずにゃいられない                      | 米山正夫       | 米山正夫                         | 小杉仁三                         | 日本 クラウン | CW-605    |
| 34 | 1967年 3月1日   | A面  | 世界の国からこんにちは                    | 島田陽子       | 中村八大                         | 小杉仁三                         | 日本 クラウン | CW-630    |
| 35 | 1967年 5月1日   | A面  | 願い星 叶い星                             | 浜口庫之助     | 浜口庫之助                       | 小杉仁三                         | 日本 クラウン | CW-650    |
| 35 | 1967年 5月1日   | B面  | メキシコ娘                                | 浜口庫之助     | 浜口庫之助                       | 小杉仁三                         | 日本 クラウン | CW-650    |
| 36 | 1967年 7月1日   | A面  | この雨の中を                              | 米山正夫       | 米山正夫                         | 小杉仁三                         | 日本 クラウン | CW-690    |
| 36 | 1967年 7月1日   | B面  | 悲しいソンブレロ                          | 米山正夫       | 米山正夫                         | 小杉仁三                         | 日本 クラウン | CW-690    |
| 37 | 1967年 8月1日   | A面  | 君らしく僕らしく                          | 星野哲郎       | 狛林正一                         | 狛林正一                         | 日本 クラウン | CW-705    |
| 37 | 1967年 8月1日   | B面  | 東京のどこかで                            | 星野哲郎       | 狛林正一                         | 狛林正一                         | 日本 クラウン | CW-705    |
| 38 | 1967年 9月1日   | A面  | はまなす日記                              | 水島哲         | 狛林正一                         | 狛林正一                         | 日本 クラウン | CW-710    |
| 38 | 1967年 9月1日   | B面  | 一人で泣きたい                            | 水島哲         | 狛林正一                         | 狛林正一                         | 日本 クラウン | CW-710    |
| 39 | 1967年 10月1日  | A面  | 潮風が吹きぬける町                        | 奥野椰子夫     | 米山正夫                         | 重松岩雄                         | 日本 クラウン | CW-735    |
| 39 | 1967年 10月1日  | B面  | あしたからは                              | 杉本好美       | 井上忠也                         | 井上忠也                         | 日本 クラウン | CW-735    |
| 40 | 1967年 11月1日  | A面  | 糸満育ち                                  | 星野哲郎       | 前田利明                         | 前田利明                         | 日本 クラウン | CW-753    |
| 41 | 1967年 12月1日  | A面  | 君でいっぱい                              | 星野哲郎       | 米山正夫                         | 小杉仁三                         | 日本 クラウン | CW-760    |
| 41 | 1967年 12月1日  | B面  | 波止場のナナ                              | 岡田憲和       | 米山正夫                         | 重松岩雄                         | 日本 クラウン | CW-760    |
| 42 | 1968年 1月1日   | A面  | 月のしずく                                | 銀川晶子       | 五代けん                         | 田代久勝                         | 日本 クラウン | PW-15     |
| 42 | 1968年 1月1日   | B面  | 愛するノーラへ                            | 銀川晶子       | 五代けん                         | 竹村次郎                         | 日本 クラウン | PW-15     |
| 43 | 1968年 4月1日   | A面  | 虹を買おう                                | 磯村浩         | 米山正夫                         | 小杉仁三                         | 日本 クラウン | CW-777    |
| 43 | 1968年 4月1日   | B面  | 花のほほえみ                              | 山下孝一郎     | 小杉仁三                         | 小杉仁三                         | 日本 クラウン | CW-777    |
| 44 | 1968年 4月10日  | A面  | そのなかのひとり                          | 星野哲郎       | 米山正夫                         | 小杉仁三                         | 日本 クラウン | CW-816    |
| 44 | 1968年 4月10日  | B面  | ふるさとにっぽん                          | 星野哲郎       | 岩河三郎                         | 岩河三郎                         | 日本 クラウン | CW-816    |
| 45 | 1968年 5月1日   | A面  | 若鷲の歌                                  | 西條八十       | 古関裕而                         | 狛林正一                         | 日本 クラウン | CW-810    |
| 45 | 1968年 5月1日   | B面  | 或る晴れた日に                            | 星野哲郎       | 狛林正一                         | 狛林正一                         | 日本 クラウン | CW-810    |
| 46 | 1968年 7月1日   | A面  | ガラスの涙                                | 水島哲         | 鈴木邦彦                         | 鈴木邦彦                         | 日本 クラウン | PW-30     |
| 46 | 1968年 7月1日   | B面  | ふたりの渚                                | 水島哲         | 鈴木邦彦                         | 鈴木邦彦                         | 日本 クラウン | PW-30     |
| 47 | 1968年 8月1日   | A面  | 星のフィアンセ                            | 麻生たかし     | 小杉仁三                         | 小杉仁三                         | 日本 クラウン | CW-844    |
| 47 | 1968年 8月1日   | B面  | 海へ行っておいで                          | 水沢圭吾       | 小杉仁三                         | 小杉仁三                         | 日本 クラウン | CW-844    |
| 48 | 1968年 10月1日  | A面  | 友達の恋人                                | 銀川晶子       | R.Carlos                         | 竹村次郎                         | 日本 クラウン | CW-878    |
| 48 | 1968年 10月1日  | B面  | 愛の窓                                    | 水沢圭吾       | 竹村次郎                         | 竹村次郎                         | 日本 クラウン | CW-878    |
| 49 | 1968年 12月10日 | A面  | 運命のひと                                | なかにし礼     | 北原じゅん                       | 小杉仁三                         | 日本 クラウン | CW-900    |
| 49 | 1968年 12月10日 | B面  | 花の流れに                                | なかにし礼     | 北原じゅん                       | 小杉仁三                         | 日本 クラウン | CW-900    |
| 50 | 1969年 3月1日   | A面  | 涙は眠れない                              | 星野哲郎       | 叶弦大                           | 荒川圭男                         | 日本 クラウン | CW-885    |
| 50 | 1969年 3月1日   | B面  | ましゅろ椿の歌                            | 星野哲郎       | 叶弦大                           | 荒川圭男                         | 日本 クラウン | CW-885    |
| 51 | 1969年 4月1日   | A面  | ブランコの唄                              | なかにし礼     | 中村八大                         | 中村八大                         | 日本 クラウン | CW-922    |
| 51 | 1969年 4月1日   | B面  | 俺は挑戦する                              | なかにし礼     | 中村八大                         | 中村八大                         | 日本 クラウン | CW-922    |
| 52 | 1969年 6月1日   | A面  | 三日月のバロック                          | 関沢新一       | 米山正夫                         | 小杉仁三                         | 日本 クラウン | CW-950    |
| 52 | 1969年 6月1日   | B面  | 青い泉                                    | 関沢新一       | 米山正夫                         | 小杉仁三                         | 日本 クラウン | CW-950    |
| 53 | 1969年 9月10日  | A面  | 海はふりむかない                          | 田谷静恵       | 中川博之                         | 小杉仁三                         | 日本 クラウン | CW-979    |
| 53 | 1969年 9月10日  | B面  | 渚の恋まつり                              | 星川あゆみ     | 小杉仁三                         | 土持城夫                         | 日本 クラウン | CW-979    |
| 54 | 1969年 12月10日 | A面  | 静かに静かに                              | 安井かずみ     | 平尾昌晃                         | 小谷充                           | 日本 クラウン | CW-1010   |
| 54 | 1969年 12月10日 | B面  | 人びとから遠くはなれて                    | 安井かずみ     | 小杉仁三                         | 小杉仁三                         | 日本 クラウン | CW-1010   |
| 55 | 1970年 4月1日   | A面  | 赤い花白い花                              | 米山正夫       | 米山正夫                         | 親泊正昇                         | 日本 クラウン | CW-1016   |
| 55 | 1970年 4月1日   | B面  | 雲の祭典                                  | 米山正夫       | 米山正夫                         | 親泊正昇                         | 日本 クラウン | CW-1016   |
| 56 | 1970年 8月1日   | A面  | 真夏のあらし                              | 阿久悠         | 川口真                           | 川口真                           | 日本 クラウン | CW-1073   |
| 56 | 1970年 8月1日   | B面  | こわれた風                                | 笠井継程       | 小杉仁三                         | 小杉仁三                         | 日本 クラウン | CW-1073   |
| 57 | 1970年 11月25日 | A面  | 情熱                                      | 阿久悠         | 川口真                           | 川口真                           | 日本 クラウン | CW-1100   |
| 57 | 1970年 11月25日 | B面  | 恋はめぐる                                | 戸来秋雄       | 川口真                           | 川口真                           | 日本 クラウン | CW-1100   |
| 58 | 1971年 3月25日  | A面  | 雪が降る                                  | 安井かずみ     | S.Adamo                          | 川口真                           | 日本 クラウン | CW-1136   |
| 58 | 1971年 3月25日  | B面  | 狂ったハート                              | 仁識勝博       | G.Savio                          | 川口真                           | 日本 クラウン | CW-1136   |
| 59 | 1971年 4月10日  | A面  | 魅惑                                      | 阿久悠         | 川口真                           | 川口真                           | 日本 クラウン | CW-1130   |
| 59 | 1971年 4月10日  | B面  | 涙が知ってる                              | 佐藤光男       | 米山正夫                         | 小杉仁三                         | 日本 クラウン | CW-1130   |
| 60 | 1971年 7月10日  | A面  | 掠奪                                      | 阿久悠         | 都倉俊一                         | 都倉俊一                         | 日本 クラウン | CW-1169   |
| 60 | 1971年 7月10日  | B面  | 愛は燃えているか                          | 阿久悠         | 都倉俊一                         | 都倉俊一                         | 日本 クラウン | CW-1169   |
| 61 | 1971年 12月25日 | A面  | 自由の鐘                                  | ちあき哲也     | 筒美京平                         | 筒美京平                         | 日本 クラウン | CW-1208   |
| 61 | 1971年 12月25日 | B面  | 雨の追憶                                  | 林春生         | 鈴木宏昌                         | 鈴木宏昌                         | 日本 クラウン | CW-1208   |
| 62 | 1972年 2月10日  | A面  | 哀しみの終るとき                          | 岩谷時子       | M.Polnareff                      | 春見俊介                         | 日本 クラウン | CW-4020   |
| 62 | 1972年 2月10日  | B面  | 哀しみの終るとき (インストゥルメンタル)   | -              | M.Polnareff                      | 春見俊介                         | 日本 クラウン | CW-4020   |
| 63 | 1972年 7月20日  | A面  | 愛したいなら今                            | 阿久悠         | 都倉俊一                         | 都倉俊一                         | 日本 クラウン | CW-1260   |
| 63 | 1972年 7月20日  | B面  | 追想                                      | 阿久悠         | 都倉俊一                         | 都倉俊一                         | 日本 クラウン | CW-1260   |
| 64 | 1972年 12月5日  | A面  | 気まぐれな日曜日                          | 千坊さかえ     | 我修院建吾                       | 東海林修                         | 日本 クラウン | CW-1297   |
| 64 | 1972年 12月5日  | B面  | グッド・ナイト・ ベイビー・グッド・ナイト | 八坂裕子       | 我修院建吾                       | 東海林修                         | 日本 クラウン | CW-1297   |
| 65 | 1973年 4月5日   | A面  | 俺たちの明日                              | 山上路夫       | 山下毅雄                         | ボブ佐久間                       | 日本 クラウン | CW-1331   |
| 65 | 1973年 4月5日   | B面  | 生きていればこそ                          | 千家和也       | すぎやまこういち                 | すぎやまこういち                 | 日本 クラウン | CW-1331   |
| 66 | 1973年 6月20日  | A面  | ローリング・ストーンズ は来なかった       | 藤本卓也       | 藤本卓也                         | 藤本卓也                         | 日本 クラウン | CW-1338   |
| 66 | 1973年 6月20日  | B面  | 追憶                                      | 千家和也       | 藤本卓也                         | 藤本卓也                         | 日本 クラウン | CW-1338   |
| 67 | 1973年 10月5日  | A面  | かもめ                                    | 小谷夏         | 小杉仁三                         | 小杉仁三                         | 日本 クラウン | CW-1378   |
| 67 | 1973年 10月5日  | B面  | あなたを忘れない                          | 小谷夏         | 小杉仁三                         | 小杉仁三                         | 日本 クラウン | CW-1378   |
| 68 | 1973年 11月25日 | A面  | どてらい男                                | 花登筺         | 神津善行                         | 佐々永治                         | 日本 クラウン | CW-1392   |
| 68 | 1973年 11月25日 | B面  | 祇園花見小路                              | 花登筺         | 神津善行                         | 佐々永治                         | 日本 クラウン | CW-1392   |
| 69 | 1974年 2月25日  | A面  | なにかが起きる                            | 岩谷時子       | 加瀬邦彦                         | 東海林修                         | 日本 クラウン | CW-1405   |
| 69 | 1974年 2月25日  | B面  | 天使なんかいない                          | 岩谷時子       | 加瀬邦彦                         | 東海林修                         | 日本 クラウン | CW-1405   |
| 70 | 1974年 7月10日  | A面  | 君こそライオンズ                          | 黒瀬泰宏       | 中村八大                         | 小杉仁三                         | 日本 クラウン | CW-1442   |
| 70 | 1974年 7月10日  | B面  | 鹿児島おはら節                            | 鹿児島県民謡   | 鹿児島県民謡                     | 萩敏郎                           | 日本 クラウン | CW-1442   |
| 71 | 1974年 11月25日 | A面  | 旅立ち                                    | なかにし礼     | 中村泰士                         | あかのたちお                     | 日本 クラウン | CW-1468   |
| 71 | 1974年 11月25日 | B面  | 青春の架け橋                              | なかにし礼     | 中村泰士                         | あかのたちお                     | 日本 クラウン | CW-1468   |
| 72 | 1976年 11月25日 | A面  | ねがい                                    | 山上路夫       | いずみたく                       | いずみたく                       | 日本 クラウン | CW-1613   |
| 72 | 1976年 11月25日 | B面  | 通り雨                                    | 山川啓介       | いずみたく                       | 親泊正昇                         | 日本 クラウン | CW-1613   |
| 73 | 1977年 4月25日  | A面  | ジグザグブルース                          | ジェームス三木 | 渡辺岳夫                         | 青木望                           | 日本 クラウン | CW-1660   |
| 73 | 1977年 4月25日  | B面  | ジグザグのテーマ                          | -              | 西郷輝彦                         | 青木望                           | 日本 クラウン | CW-1660   |
| 74 | 1978年 6月25日  | A面  | 試練                                      | 来生えつこ     | 来生たかお                       | 鈴木茂                           | 日本 クラウン | CW-1735   |
| 74 | 1978年 6月25日  | B面  | 星のボサノバ                              | 星野哲郎       | 小杉仁三                         | 小杉仁三                         | 日本 クラウン | CW-1735   |
| 75 | 1979年 4月25日  | A面  | しなやかな愛                              | 来生えつこ     | 来生たかお                       | あかのたちお                     | 日本 クラウン | CW-1829   |
| 75 | 1979年 4月25日  | B面  | 告白                                      | なかにし礼     | 西郷輝彦                         | 青木望                           | 日本 クラウン | CW-1829   |
| 76 | 1980年 7月25日  | A面  | ロード・ショウ                            | 阿木燿子       | 伊勢正三                         | 鈴木茂                           | 日本 クラウン | CWP-3     |
| 76 | 1980年 7月25日  | B面  | SILVER SUN                                | 阿木燿子       | 伊勢正三                         | 鈴木茂                           | 日本 クラウン | CWP-3     |
| 77 | 1982年 10月1日  | A面  | 風は南風                                  | 門谷憲二       | 西郷輝彦                         | 松井忠重                         | 東芝EMI       | TP-17410  |
| 77 | 1982年 10月1日  | B面  | 風の子守唄                                | 門谷憲二       | 西郷輝彦                         | 松井忠重                         | 東芝EMI       | TP-17410  |
| 78 | 1983年 4月21日  | A面  | ANGEL                                     | 西郷輝彦       | 西郷輝彦                         | 西郷輝彦 岩倉健二                | 東芝EMI       | ETP-17488 |
| 78 | 1983年 4月21日  | B面  | TERRY'S CAFE                              | 西郷輝彦       | 西郷輝彦                         | 西郷輝彦 岩倉健二                | 東芝EMI       | ETP-17488 |
| 79 | 1984年 6月21日  | A面  | PASADENA FREEWAY                          | 大津あきら     | 西郷輝彦                         | 西郷輝彦 M.Leonard C.Sanford     | 東芝EMI       | ETP-17636 |
| 79 | 1984年 6月21日  | B面  | ペニーレインホテル                        | 大津あきら     | 西郷輝彦 / M.Leonard / C.Sanford | 西郷輝彦 / M.Leonard / C.Sanford | 東芝EMI       | ETP-17636 |
| 80 | 1985年 11月21日 | A面  | 面影グラス                                | 荒木とよひさ   | 三木たかし                       | 川口真                           | 東芝EMI       | TP-17791  |
| 80 | 1985年 11月21日 | B面  | 愛のかたみ                                | 荒木とよひさ   | 三木たかし                       | 川口真                           | 東芝EMI       | TP-17791  |
| 81 | 1991年 3月21日  | 01   | 旅はさすらい                              | 中山大三郎     | 浜口庫之助                       | 若草恵                           | 日本 クラウン | CRDP-10   |
| 81 | 1991年 3月21日  | 02   | 風の旅人                                  | 沢柳美保子     | 中野兼志                         | 中野兼志                         | 日本 クラウン | CRDP-10   |
| 82 | 1993年 9月21日  | 01   | 別れの条件                                | 荒木とよひさ   | 都志見隆                         | 川村栄二                         | 日本 クラウン | CRDN-198  |
| 82 | 1993年 9月21日  | 02   | アゲイン                                  | 荒木とよひさ   | 柴田遊                           | 川村栄二                         | 日本 クラウン | CRDN-198  |
| 83 | 1995年 8月21日  | 01   | 時に抱かれて                              | 荒木とよひさ   | 都志見隆                         | 川村栄二                         | 日本 クラウン | CRDN-289  |
| 83 | 1995年 8月21日  | 02   | 名画座                                    | 荒木とよひさ   | 都志見隆                         | 若草恵                           | 日本 クラウン | CRDN-289  |
| 84 | 1997年 9月3日   | 01   | 銀河のはてに                              | 西郷輝彦       | 西郷輝彦                         | 若草恵                           | 日本 クラウン | CRDN-392  |
| 84 | 1997年 9月3日   | 02   | 瞳をとじて                                | 西郷輝彦       | 渡辺雅二                         | 渡辺雅二                         | 日本 クラウン | CRDN-392  |
| 85 | 1998年 2月15日  | 01   | 星月夜                                    | 西郷輝彦       | 西郷輝彦                         | 青木望                           | 日本 クラウン | CRDN-528  |
| 85 | 1998年 2月15日  | 02   | さよなら－愛しい人よ－                    | 西郷輝彦       | 西郷輝彦                         | 大森久雄                         | 日本 クラウン | CRDN-528  |
| 86 | 1999年 2月1日   | 01   | 桜花のとき                                | 荒木とよひさ   | 中川博之                         | 竜崎孝路                         | 日本 クラウン | CRDN-584  |
| 86 | 1999年 2月1日   | 02   | SUNSET TOWN                               | 西郷輝彦       | 西郷輝彦                         | 岩倉健二 西郷輝彦                | 日本 クラウン | CRDN-584  |
| 87 | 2000年 10月25日 | 01   | 星の涙                                    | 湯川れい子     | 芹澤廣明                         | 桑田聡子                         | 日本 クラウン | CRDN-702  |
| 87 | 2000年 10月25日 | 02   | 九月のバラ                                | 湯川れい子     | 芹澤廣明                         | 桑田聡子                         | 日本 クラウン | CRDN-702  |
| 88 | 2011年 5月11日  | 01   | オリオン急行                              | 田久保真見     | 都志見隆                         | 若草恵                           | 日本 クラウン | CRCN-1533 |
| 88 | 2011年 5月11日  | 02   | 夜空のスカイツリー                        | 森加代子       | 森加代子                         | 若草恵                           | 日本 クラウン | CRCN-1533 |
| 89 | 2012年 4月4日   | 01   | 旅のあかり                                | 喜多條忠       | 都志見隆                         | 若草恵                           | 日本 クラウン | CRCN-1606 |
| 89 | 2012年 4月4日   | 02   | まだ太陽は燃えている                      | 松井五郎       | 真崎修                           | 澤口和彦                         | 日本 クラウン | CRCN-1606 |
| 90 | 2013年 2月15日  | 01   | 燃えろ夜明けまで                          | 西郷輝彦       | 真崎修                           | 真崎修                           | 日本 クラウン | CRCN-1677 |
| 90 | 2013年 2月15日  | 02   | 夜空を走り抜けて                          | 西郷輝彦       | 真崎修                           | 真崎修 福田裕彦                  | 日本 クラウン | CRCN-1677 |
| 91 | 2022年 8月24日  | A面  | モダーン・ラヴァーズ                      | 鈴木博文       | 岡田徹 鈴木博文                  | ムーンライダーズ                 | 日本 クラウン | CRKN-1    |
| 91 | 2022年 8月24日  | B面  | ペテン師                                  | 喜多條忠       | 伊勢正三                         | 林哲司                           | 日本 クラウン | CRKN-1    |

#### デュエット・シングル
| 発売日         | デュエット | 曲順 | タイトル       | 作詞     | 作曲     | 編曲     | レーベル      | 規格品番 |
| -------------- | ---------- | ---- | -------------- | -------- | -------- | -------- | ------------- | -------- |
| 1966年 10月1日 | 水沢有美   | A面  | 兄妹の星       | 米山正夫 | 米山正夫 | 福田正   | 日本 クラウン | CW-555   |
| 1966年 10月1日 | 水沢有美   | B面  | すばらしい兄貴 | 米山正夫 | 米山正夫 | 重松岩雄 | 日本 クラウン | CW-555   |

#### 企画シングル
| 発売日         | 名義        | 曲順 | タイトル                   | 作詞       | 作曲              | 編曲     | レーベル      | 規格品番 |
| -------------- | ----------- | ---- | -------------------------- | ---------- | ----------------- | -------- | ------------- | -------- |
| 2000年 8月23日 | 御三家(G3K) | 01   | 小さな手紙                 | 白峰美津子 | 松本俊明          | 岩﨑元是 | 日本 クラウン | CRDN-697 |
| 2000年 8月23日 | -           | 02   | 小さな手紙 (西郷輝彦Ver.)  | 白峰美津子 | 松本俊明          | 岩﨑元是 | 日本 クラウン | CRDN-697 |
| 2004年 2月25日 | D-NA        | 01   | sora－空－                 | 西郷輝彦   | 西郷輝彦 辺見鑑孝 | 辺見鑑孝 | 日本 クラウン | CRCP-532 |
| 2004年 2月25日 | D-NA        | 02   | 泣いてる場合じゃないんだよ | 西郷輝彦   | 西郷輝彦 辺見鑑孝 | 辺見鑑孝 | 日本 クラウン | CRCP-532 |

#### 委託制作盤
| 発売日 | タイトル                        | 作詞       | 作曲     | 編曲     | 規格品番 | 備考                                                            |
| ------ | ------------------------------- | ---------- | -------- | -------- | -------- | --------------------------------------------------------------- |
| 1972年 | 鹿児島国体音頭 待っちゃげもした | 木沢長太郎 | 服部克久 | 服部克久 | 7LPR-181 | デュエット：葵ひろ子 制定：第27回国民体育大会鹿児島県実行委員会 |
| 1989年 | 誰がために夜は明ける            | 阿久悠     | 西郷輝彦 | 川口真   | PZA-774  | 鹿児島市制100周年記念「サザンピア21」テーマソング               |

### アルバム

#### オリジナル・アルバム
| 発売日         | タイトル                                         | レーベル     | 規格 | 規格品番   |
| -------------- | ------------------------------------------------ | ------------ | ---- | ---------- |
| 1964年9月      | 西郷輝彦ヒットパレード 君だけを                  | 日本クラウン | LP   | LW-5015    |
| 1965年6月      | 西郷輝彦ヒットパレード(第2集)－涙をありがとう－  | 日本クラウン | LP   | LW-5075    |
| 1965年12月     | 西郷輝彦ヒットパレード(第三集)－星娘－           | 日本クラウン | LP   | LW-5105    |
| 1966年7月      | 西郷輝彦ヒットパレード(第四集)－星のフラメンコ－ | 日本クラウン | LP   | LW-5132    |
| 1966年8月1日   | テルちゃんと踊ろう                               | 日本クラウン | LP   | LW-5133    |
| 2023年2月20日  | テルちゃんと踊ろう                               | 日本クラウン | CD   | CRCN-41440 |
| 1967年3月      | 西郷輝彦ヒットパレード第5集 初恋によろしく       | 日本クラウン | LP   | LW-5155    |
| 1970年1月1日   | 青春                                             | 日本クラウン | LP   | GW-6006    |
| 1994年11月5日  | 青春                                             | 日本クラウン | CD   | CRCN-103   |
| 2023年2月20日  | 青春                                             | 日本クラウン | CD   | CRCN-41441 |
| 1971年6月25日  | 坂道の教会－さよならはいわなかったのに－         | 日本クラウン | LP   | GW-7016    |
| 2023年2月20日  | 坂道の教会－さよならはいわなかったのに－         | 日本クラウン | CD   | CRCN-41442 |
| 1972年1月25日  | 恋人たちの時間                                   | 日本クラウン | LP   | GW-6067    |
| 1995年5月21日  | 恋人たちの時間                                   | 日本クラウン | CD   | CRCN-106   |
| 2023年2月20日  | 恋人たちの時間                                   | 日本クラウン | CD   | CRCN-41443 |
| 1976年10月25日 | ACT I                                            | 日本クラウン | LP   | GWS-16     |
| 2023年2月20日  | ACT I                                            | 日本クラウン | CD   | CRCN-41444 |
| 1980年9月25日  | ロード・ショウ                                   | 日本クラウン | LP   | OPL-4003   |
| 2023年2月20日  | ロード・ショウ                                   | 日本クラウン | CD   | CRCN-41445 |
| 1983年3月21日  | SOUTHER                                          | 東芝EMI      | LP   | ETP-90226  |
| 1983年9月1日   | SOUTHER                                          | 東芝EMI      | CD   | CA35-1019  |
| 1984年6月1日   | TWILIGHT TIME                                    | 東芝EMI      | LP   | ETP-90283  |

#### ライブ・アルバム
| 発売日         | タイトル                           | レーベル     | 規格 | 規格品番       |
| -------------- | ---------------------------------- | ------------ | ---- | -------------- |
| 1970年9月20日  | 輝かしい未来へテル!                | 日本クラウン | LP   | GW-9015〜16    |
| 2013年11月27日 | 輝かしい未来へテル!                | 日本クラウン | CD   | CRC-1744〜45   |
| 2023年2月20日  | 輝かしい未来へテル!                | 日本クラウン | CD   | CRCN-41446〜47 |
| 1971年4月25日  | 日生劇場リサイタル オン・ステージ! | 日本クラウン | LP   | GW-9037〜38    |
| 2013年11月27日 | 日生劇場リサイタル オン・ステージ! | 日本クラウン | CD   | CRC-1746〜47   |
| 2023年2月20日  | 日生劇場リサイタル オン・ステージ! | 日本クラウン | CD   | CRCN-41448〜49 |
| 1972年6月20日  | 西郷リサイタル                     | 日本クラウン | LP   | GW-7029Q       |
| 2023年2月20日  | 西郷リサイタル                     | 日本クラウン | CD   | CRCN-41450     |

#### ベスト・アルバム
| 発売日         | タイトル                                             | レーベル     | 規格品番       |
| -------------- | ---------------------------------------------------- | ------------ | -------------- |
| 1988年12月5日  | 全曲集 君だけを・真夏のあらし                        | 日本クラウン | ZV-77          |
| 1992年1月21日  | 全曲集 君だけを〜旅はさすらい                        | 日本クラウン | CRCN-40052     |
| 1992年8月21日  | ベスト&ベスト 旅はさすらい・星のフラメンコ           | 日本クラウン | CRCN-20037     |
| 1992年11月21日 | 全曲集 君だけを〜旅はさすらい                        | 日本クラウン | CRCN-40077     |
| 1993年10月21日 | 全曲集                                               | 日本クラウン | CRCN-40088     |
| 1994年6月22日  | ベスト16「別れの条件」「星のフラメンコ」             | 日本クラウン | CRCN-40119     |
| 1994年10月21日 | 全曲集「別れの条件」「星のフラメンコ」               | 日本クラウン | CRCN-40132     |
| 1995年10月21日 | 全曲集 時に抱かれて・星のフラメンコ                  | 日本クラウン | CRCN-40189     |
| 1996年11月21日 | 全曲集 君だけを・星のフラメンコ・時に抱かれて        | 日本クラウン | CRCN-40233     |
| 1997年10月22日 | 全曲集 銀河のはてに・星のフラメンコ                  | 日本クラウン | CRCN-40507     |
| 1998年3月4日   | ベスト35 星月夜・星のフラメンコ・君だけを            | 日本クラウン | CRCN-40527〜28 |
| 1998年6月24日  | ベスト16 星月夜・星のフラメンコ                      | 日本クラウン | CRCN-40571     |
| 1998年11月21日 | 全曲集 君だけを・星月夜                              | 日本クラウン | CRCN-40588     |
| 1999年11月21日 | 全曲集 星のフラメンコ・桜花のとき                    | 日本クラウン | CRCN-40642     |
| 2000年6月21日  | ベスト16 星のフラメンコ・桜花のとき                  | 日本クラウン | CRCN-40677     |
| 2000年10月25日 | 全曲集 星の涙・星のフラメンコ                        | 日本クラウン | CRCN-40684     |
| 2001年7月25日  | ベスト16 星のフラメンコ・星の涙                      | 日本クラウン | CRCN-40746     |
| 2001年11月21日 | 全曲集 君だけを・星のフラメンコ                      | 日本クラウン | CRCN-40757     |
| 2002年7月24日  | 全曲集 真夏のあらし・星の涙                          | 日本クラウン | CRCN-40788     |
| 2003年4月2日   | ベスト12【クラウン☆スターセレクション】              | 日本クラウン | CRCN-20282     |
| 2003年8月21日  | 全曲集 君だけを・月のしずく                          | 日本クラウン | CRCN-40832     |
| 2004年8月25日  | ゴールデン☆ベスト                                    | 日本クラウン | CRCN-20307〜08 |
| 2005年7月21日  | 全曲集 星のフラメンコ・君だけを                      | 日本クラウン | CRCN-40929     |
| 2011年11月2日  | ベストセレクション〜オリオン急行・星のフラメンコ〜   | 日本クラウン | CRCN-41103     |
| 2013年4月3日   | 特別な名曲集〜エクストラ60〜                         | 日本クラウン | CRCN-41134〜36 |
| 2013年10月2日  | 全曲集〜燃えろ夜明けまで・君だけを〜                 | 日本クラウン | CRCN-41144     |
| 2019年2月15日  | アクター〜デビュー55周年記念ベスト・アルバム         | 日本クラウン | CRCN-41323〜24 |
| 2022年8月24日  | モダーン・ラヴァーズ〜西郷輝彦のポップス・クロニクル | 日本クラウン | CRCN-41412     |
| 2023年12月6日  | レアリティーズ 1964〜1978                            | 日本クラウン | CRCN-41479〜80 |

#### CD-BOX
| 発売日         | タイトル                                | レーベル     | 規格品番       |
| -------------- | --------------------------------------- | ------------ | -------------- |
| 1993年10月21日 | 西郷輝彦大全集                          | 日本クラウン | CRCN-50025〜29 |
| 2000年10月4日  | 西郷輝彦 ゴールデン・ボックス           | 日本クラウン | CRCN-50065〜69 |
| 2011年11月2日  | 西郷輝彦 スター☆ボックス                | 日本クラウン | CRCN-50136〜40 |
| 2023年2月20日  | 西郷輝彦 デラックス スター☆コレクション | 日本クラウン | CRCN-41440〜52 |

#### 参加アルバム
| 発売日        | タイトル                        | 収録曲       | レーベル | 規格品番  |
| ------------- | ------------------------------- | ------------ | -------- | --------- |
| 2005年3月24日 | コカ・コーラCMソング集 1962－89 | コークの世界 | Geneon   | GNCP-1005 |

### タイアップ曲
| 年     | 楽曲                 | タイアップ                                                     |
| ------ | -------------------- | -------------------------------------------------------------- |
| 1965年 | 涙をありがとう       | 映画「涙をありがとう」主題歌                                   |
| 1965年 | 始めからもういちど   | 映画「狸穴町0番地」主題歌                                      |
| 1965年 | 星と俺とできめたんだ | 映画「星と俺とできめたんだ」主題歌                             |
| 1965年 | 銀の雨降る煉瓦道     | 映画「星と俺とできめたんだ」挿入歌                             |
| 1965年 | 恋人ならば           | 映画「星と俺とできめたんだ」挿入歌                             |
| 1965年 | ママとおふくろさん   | 日本テレビ系ドラマ「ママとおふくろ」主題歌                     |
| 1965年 | この虹の消える時にも | 映画「この虹の消える時にも」主題歌                             |
| 1967年 | 潮風が吹きぬける町   | 映画「潮風が吹きぬける町」主題歌                               |
| 1968年 | 若鷲の歌             | 映画「あゝ予科練」主題歌                                       |
| 1968年 | 或る晴れた日に       | 映画「あゝ予科練」挿入歌                                       |
| 1968年 | 星のフィアンセ       | TBSラジオ「夜のバラード」テーマソング                          |
| 1969年 | ブランコの唄         | ミュージカル「俺は挑戦する」挿入歌                             |
| 1969年 | 俺は挑戦する         | ミュージカル「俺は挑戦する」挿入歌                             |
| 1969年 | 海はふりむかない     | 映画「海はふりむかない」主題歌                                 |
| 1972年 | コークの世界         | 「コカ・コーラ」CMソング                                       |
| 1973年 | 俺たちの明日         | TBS系ドラマ「まごころ」主題歌                                  |
| 1973年 | どてらい男           | フジテレビ系ドラマ「どてらい男」主題歌                         |
| 1977年 | ねがい               | TBS系ドラマ「江戸を斬るIII」主題歌                             |
| 1977年 | ジグザグブルース     | テレビ朝日系ドラマ「ジグザグブルース」OPテーマ                 |
| 1977年 | ジグザグのテーマ     | テレビ朝日系ドラマ「ジグザグブルース」EDテーマ                 |
| 1982年 | 風は南風             | テレビ朝日系ドラマ「源九郎旅日記 葵の暴れん坊」主題歌          |
| 1982年 | 風の子守唄           | テレビ朝日系ドラマ「源九郎旅日記 葵の暴れん坊」挿入歌          |
| 1991年 | 旅はさすらい         | テレビ東京系ドラマ「あばれ八州御用旅(第2・第3シリーズ)」主題歌 |
| 1994年 | 別れの条件           | テレビ東京系ドラマ「あばれ八州御用旅(第4シリーズ)」主題歌      |
| 1995年 | 時に抱かれて         | テレビ東京系ドラマ「あばれ医者嵐山」主題歌                     |
| 2000年 | 小さな手紙           | NHK「みんなのうた」挿入歌                                      |
| 2012年 | 旅のあかり           | NHKラジオ「ラジオ深夜便」深夜便のうた(2012年4月〜6月)          |

## 出演

### テレビドラマ
- 若い季節（1961年 - 1964年、NHK総合）
- 虹の設計（1964年4月 - 1966年3月、NHK総合）
- おにぎり（1966年 - 1967年、日本テレビ）
- まごころ（1973年、TBS） - 田沢義次
- どてらい男（ヤツ）（1973年 - 1977年 関西テレビ） - 山下猛造
- 水戸黄門（TBS・C.A.L）
  - 第6部 第1話「怒れ！薩摩隼人・鹿児島」（1975年） - 弟子丸左源太
  - 第7部 第6話「武士道無明・盛岡」（1976年） - 繫十郎
  - 第9部 第2話「死を賭けた武士道・いわき」（1978年） - 浅香新之丞
  - 第11部 第4話「悪を斬る 紅緒の三度笠・山形」（1980年） - 紅緒の仙太郎
  - 第15部 第35話「命を賭けた裏切り武士道・高崎」（1985年） - 小栗新八郎
  - 第18部 第9話「悪計暴いた白頭巾・諏訪」（1988年） - 結城新之介
  - 第19部 第2話「老公狙う大爆発・岩城」（1989年） - 笹井敬之介
  - 第24部 第27話「一陽来復米沢の春」(1996) -匝庵(特別出演）※再放送欠番
  - 第28部 第26話「暴君を斬る！男の剣・矢掛」（2000年） - 風間平蔵
  - 第29部 - 第30部（2001年 - 2002年） - 松平頼常
  - 第40部 第16話「質実剛健わが道を行く・金沢」（2009年） - 黒鉄清兵衛
- 江戸を斬る II - VI（1975年 - 1981年、TBS） - 遠山金四郎
- ジグザグブルース（1977年、テレビ朝日） - 草壁史郎
- 新幹線公安官（1977年-1978年、テレビ朝日） - 久我明
- 風鈴捕物帳（1978年、テレビ朝日） - 風の新吉
- 破れ新九郎 第12話「血風！帰らざる街道」（1978年、テレビ朝日） - 秋本十三郎
- 刑事鉄平（1979年4月1日-7月8日、関西テレビ）
- 服部半蔵 影の軍団（1980年、関西テレビ） - 津々見京之介 （特別出演）
- 土曜ワイド劇場（テレビ朝日）
  - 瀬戸内殺人海流（1980年）
  - 伊勢志摩密封死体の女（1992年5月） - 主演・井野拓也（刑事）
  - 木曽路殺人事件（1993年11月13日）
  - 明智小五郎の挑戦!シリーズ（1992年 - 1994年） - 主演・明智小五郎
  - 温泉医ぽっかや診療所事件カルテシリーズ（全7作）（2001年 - 2009年、ABC・松竹芸能） - 主演・安野勝次
  - 刑事殺し2（2008年6月21日、ABC・テレパック） - 溝口康三
  - 天使が消えていく（2010年10月30日、ABC） - 巽四郎警部補
- あこがれベイビー（1981年、日本テレビ）
- 清水次郎長シリーズ（1981年 - 1983年 フジテレビ） - 清水次郎長
- 素浪人罷り通る（1981年 フジテレビ） - 結城小十
- 女捜査官シリーズ（1982年 - 1983年 テレビ朝日） - 泊主任警部
- 天下御免の頑固おやじ 大久保彦左衛門（1982年1月 TBSテレビ） - 一心太助
- 大岡越前（TBSテレビ） - 新三郎 
  - 第6部（1982年）
  - 第14部（1996年）
  - 第15部 第26話「帰って来た友情」（1999年）
- 源九郎旅日記 葵の暴れん坊（1982年 - 1983年 テレビ朝日） - 松平源九郎
- 時代劇スペシャル「旗本やくざ 大江戸喧嘩帳」（1982年9月17日 フジテレビ）大草源次郎
- 森繁久弥芸能生活50周年記念番組「栄花物語」（1983年 フジテレビ） - 田沼意知
- 大奥 第45話「花嫁は大奥一年生」（1984年、関西テレビ） - 阿部伊勢守正弘 役
- 年末時代劇スペシャル（日本テレビ）
  - 忠臣蔵（1985年） - 毛利小平太 役
  - 田原坂（1987年） - 西郷従道
  - 五稜郭（1988年） - 黒田清隆
  - 鶴姫伝奇 -興亡瀬戸内水軍-（1993年） - 河野晴通
- 必殺シリーズ（ABC）
  - 特別編必殺仕事人 恐怖の大仕事 水戸・尾張・紀伊（1981年） - 矢島仙十郎
  - 必殺シリーズ10周年記念スペシャル 仕事人大集合（1982年） - 仲村主水
  - 必殺仕事人意外伝 主水、第七騎兵隊と闘う 大利根ウエスタン月夜（1985年） - 次郎衛門/ジェロニモ
  - 必殺まっしぐら!（1986年） - 香車の東吉
- 大河ドラマ（NHK総合）
  - 独眼竜政宗（1987年） - 片倉景綱
  - 毛利元就（1997年） - 毛利弘元
  - 葵 徳川三代（2000年） - 真田幸村
  - 武蔵 MUSASHI（2003年） - 本多正信
- 傑作時代劇（テレビ朝日）
  - 半七捕物帳 十手無用の仮面舞踏会（1987年、東映） - 半七・青年期
  - 大岡政談 暴走!鎧が迫る、血も凍る怪奇ホラー（1987年、東映）- 大岡越前
- 女子大生危険な片思い（1987年、TBS） - 岡部警部
- 火曜サスペンス劇場（日本テレビ）
  - 追いつめられた女（1988年）- 西脇刑事
  - 警部補 佃次郎シリーズ（全21作）（1996年 - 2005年、テレパック） - 主演・佃次郎
- 意外とシングルガール（1988年8月24日 - 9月28日、TBS） - 堀口春彦 
  - 意外とシングルガールスペシャル（1989年3月29日）
- 火曜スーパーワイド「西村京太郎の父子トラベルミステリー　伊豆急展望列車「リゾート21」の謎」（1989年6月13日、ANB） - 戸倉刑事
- 土曜ドラマ（NHK総合）
  - 十九歳（1989年） - バイク屋・多田
  - チャレンジド（2009年10月10日 - 11月7日） - 花村
  - 天使にリクエストを〜人生最後の願い〜（2020年9月19日 - 10月17日） - 高津川直也 ※遺作
- サラリーマン忠臣蔵（1989年、テレビ朝日） - 岩松検事
- あばれ八州御用旅（1990年 - 1994年、テレビ東京、ユニオン映画 関東取締出役（影の八州） - 藤堂平八郎
- 新春時代劇スペシャル（日本テレビ）
  - 樅ノ木は残った（1990年） - 伊東七十郎
  - 寛永風雲録（1991年） - 由比正雪
- 新春ドラマスペシャルみんな玉子焼き（1990年1月、テレビ朝日） - 宇佐見圭次
- ドラマスペシャルごめんねコーちゃん（1990年、NHK総合） - 森繁久弥
- 二人だけの・・・（1990年、TBS、東芝日曜劇場） - 安田隆
- 人形佐七捕物帳 佐七一番手柄（1990年9月25日、ユニオン映画・テレビ東京） - 徳川家斎
- TBS新春大型時代劇スペシャル武田信玄（1991年、TBS） - 真田幸隆
- 長い導火線（1992年2月、日本テレビ、火曜サスペンス劇場） - 結城章
- 闇を斬る!大江戸犯科帳（1993年、日本テレビ・ユニオン映画） - 小笠原能登守泰久
- 男はいらない（1994年10月20日 - 12月15日、読売テレビ） - 向井鷹雄
- 元禄太平記忠臣蔵討ち入りの助っ人たち（1995年、テレビ朝日） - 色部又四郎
- 輝け隣太郎（1995年、TBS） - 宮口幸太郎
- あばれ医者嵐山（1995年、テレビ東京・ユニオン映画） - 主演・林嵐山
- 郷土の偉人シリーズ（テレビ熊本）
  - 若き日に汝の希望を星につなげ 松前重義・名利なき証言（1997年11月3日） - 主演・松前重義 役[17]
  - ～未来を見つめた幕末の英傑～ 横井小楠（1998年11月3日） - 主演・横井小楠 役[18]
- 女と愛とミステリー（テレビ東京）
  - やもめ記者の事件メモ（2002年6月） - 北川万年
  - 幻の推理作家〜能登路殺人行 （2003年6月） - 和南城健
  - 時効〜特命刑事・徳田左近（2004年） - 徳田左近
- 火消し屋小町（2004年7月 - 8月、NHK総合）
- わかば（2004年9月 - 2005年3月、NHK総合、朝の連続テレビ小説） - 村上浩太郎
- 信長の棺（2006年、テレビ朝日） - 徳川家康
- 柳生十兵衛七番勝負シリーズ（NHK総合） - 松平伊豆守信綱
  - 柳生十兵衛七番勝負 島原の乱（2006年）
  - 柳生十兵衛七番勝負 最後の闘い（2007年）
- 監察医・室生亜季子（2006年3月27日、日本テレビ、火曜ドラマゴールド） - 佃次郎 役（ゲスト出演）
- 水曜ミステリー9（テレビ東京）
  - シロクマ園長 命の事件簿シリーズ（2007年 - 2008年） - 熊代正夫
  - 立証 離婚弁護士 香月佳美（2013年5月29日） - 鈴原英治郎 役[19]
  - 検事・沢木正夫 第三の容疑者（2013年9月25日） - 新田久雄
- 新春ワイド時代劇 徳川風雲録 八代将軍吉宗（2008年1月2日、テレビ東京） - 大石内蔵助
- パズル「第1話」（2008年4月18日、テレビ朝日)
- 南州翁異聞〜おいどんは、丸腰・平和使節で韓国へ行く〜（2008年1月20日、フジテレビ） - 西郷隆盛
- 結婚（2009年11月28日、テレビ朝日、橋田壽賀子ドラマスペシャル）
- 古代少女隊ドグーンV（2010年10月6日 - 12月22日、毎日放送） - 月宮雄三 （特別主演）
- バーテンダーGlass 5（2011年3月4日、テレビ朝日、金曜ナイトドラマ） - 佐々倉源一 （特別出演）
- ドラマ特別企画「金子みすゞ物語〜みんなちがってみんないい〜」（2012年7月9日、TBS） - 上山松蔵
- テレビ未来遺産"終戦"特別企画「報道ドラマ 生きろ 〜戦場に残した伝言〜」（2013年8月7日、TBS） - 牛島満
- 月曜ゴールデン（TBS）
  - 検事・霧島三郎（2014年12月15日） - 竜田耕太郎
- BARレモンハート SEASON2 第1話「昭和50年の思い出」（2016年4月4日、BSフジ） - 牧田信吾
- 伝七捕物帳 第6話（2016年8月19日、NHK BSプレミアム） - 勝小吉
- 月曜名作劇場 温泉殺人事件シリーズ3（2017年） - 辻堂一之
- おくのほそ道迷宮紀行（BS-TBS）（2018年）国会議員小松原正之
- 執事 西園寺の名推理2 第6話（2019年5月31日、テレビ東京） - 城ノ内昌胤（友情出演）
- ノーサイド・ゲーム（2019年7月7日 - 9月15日、TBS） - 島本博
- 竜の道 二つの顔の復讐者（2020年7月28日[注釈 13] - 9月15日、関西テレビ） - 曽根村始（特別出演）[22]

### 映画
- 十七才のこの胸に（1964年、東映） - 南郷時彦
- あの雲に歌おう（1965年、東映） - 相川昌治
- 我が青春（1965年、松竹） - 愛川輝夫
- 涙をありがとう（1965年、日活） - 西条輝夫
- 狸穴町0番地（1965年、大映） - 公彦
- 星と俺とできめたんだ（1965年、日活） - 星川健次
- この虹の消える時にも（1966年、日活） - 朝比奈健
- 涙になりたい（1966年、日活） - 椎名吾郎
- 遥かなる慕情・星のフラメンコ（1966年、日活） - 西条英司
- 傷だらけの天使（1966年、日活） - 後藤八郎
- 恋人をさがそう（1967年、日活） - 伊地知哲夫
- あゝ予科練（1968年、東映） - 和久一郎
- 海はふりむかない（1969年、松竹） - 杉江礼次
- 霧のバラード (1969年) - 本人役
- 東京⇔パリ 青春の条件（松竹・ワールドプロ、1970年） - 西条伸彦  ※橋・舟木・西郷・黛ジュン・三田明共演
- 狼よ落日を斬れ 風雲・激情篇 怒涛篇（1974年、松竹） - 沖田総司
- どてらい男（1975年） - 山下猛造
- 柳生一族の陰謀（1978年、東映） - 徳川忠長
- 赤穂城断絶（1978年、東映） - 浅野内匠頭
- 影の軍団 服部半蔵（1980年、東映） - 上の服部半蔵
- 甦れ魔女（1980年、東映） - 吉岡昇平
- 大日本帝国 シンガポールへの道（1982年、東映） - 大門勲
- 小説吉田学校（1983年） - 田中角栄
- 空海（1984年） - 賀美能親王（のち嵯峨天皇）
- 花いちもんめ（1985年、東映） - 鷹野治雄
- 流転の海（1990年） - 海老原太一
- 動天（1991年） - 勝海舟
- TANNKA 短歌（2006年）
- 引き出しの中のラブレター（2009年10月、松竹）
- 柳生十兵衛 世直し旅（2015年） - 将軍 徳川家光

### バラエティ番組など
- 人気スター今週のベストテン（1973年 - 1974年、TBS系）
- エメロンナイト レディーファースト（1977年4月2日 - 8月27日、フジテレビ） - 司会
- 新·アップダウンクイズ→アップダウンクイズ（1983年 - 1985年） - 小池清【元MBS局アナ】の後任
- THEプレゼンター 〜チャリティボイスin鹿児島〜（1993年、TBS） - 司会
- 午後は○○おもいッきりテレビ（日本テレビ）
- 我ら、もの申す!第2弾（2009年3月、時代劇専門チャンネル） - ご意見番
- 絶対に笑ってはいけないアメリカンポリス24時!（日本テレビ） - 輝彦なっしー
- クイズ!脳ベルSHOW
- いまだにファンです!SP（2019年6月8日、テレビ朝日）[注釈 14]
- 今夜はナゾトレ（2020年1月14日、フジテレビ）

### NHK紅白歌合戦出場歴
- 1964年 - 1973年 10回連続出場。なお、1966年と1973年は「星のフラメンコ」で出場している。
- 1987年には白組出場者加山雄三の応援として、渡辺謙・三浦友和とともに出演。

| 年度/放送回                | 回 | 曲目                    | 出演順 | 対戦相手       | 備考           |
| -------------------------- | -- | ----------------------- | ------ | -------------- | -------------- |
| 1964年（昭和39年）/ 第15回 | 初 | 十七才のこの胸に        | 17/25  | 青山和子       |                |
| 1965年（昭和40年）/ 第16回 | 2  | 星娘                    | 23/25  | 中尾ミエ       |                |
| 1966年（昭和41年）/ 第17回 | 3  | 星のフラメンコ          | 01/25  | 中尾ミエ（2）  | トップバッター |
| 1967年（昭和42年）/ 第18回 | 4  | 願い星叶い星            | 13/23  | 江利チエミ     |                |
| 1968年（昭和43年）/ 第19回 | 5  | 友達の恋人              | 06/23  | ザ・ピーナッツ |                |
| 1969年（昭和44年）/ 第20回 | 6  | 海はふりむかない        | 03/23  | 小川知子       |                |
| 1970年（昭和45年）/ 第21回 | 7  | 真夏のあらし            | 13/24  | 藤圭子         |                |
| 1971年（昭和46年）/ 第22回 | 8  | 掠奪                    | 05/25  | 岸洋子         |                |
| 1972年（昭和47年）/ 第23回 | 9  | 愛したいなら今          | 12/23  | 本田路津子     |                |
| 1973年（昭和48年）/ 第24回 | 10 | 星のフラメンコ（2回目） | 02/22  | いしだあゆみ   |                |

### 舞台
- 蘆火野（1990年、帝国劇場）※菊田一夫演劇賞を受賞。
- 浪華遊侠伝（1994年ほか、御園座ほか） ※自ら脚本を手がけた作品
- 徳川宗春（1996年、御園座） - 徳川宗春 役
- 舞いの家（1997年、明治座）
- 江戸を斬る（1999年ほか、明治座） - 遠山金四郎 役
- 徳川の夫人たち（飛天） - 徳川家光 役
- どてらい男（2006年、南座） - 山下猛造 役※33年ぶりの上演。
- 三田政吉追善公演忠臣蔵 ーいのち燃ゆるときー（2007年、明治座） - 堀部安兵衛 役
- 華々しき一族（2008年、ル テアトル銀座ほか）※2010年4月再演決定
- 最後の忠臣蔵（2009年12月、明治座） - 大石内蔵助 役
- 初蕾（2010年2月上演、三越劇場）
- 女たちの忠臣蔵（2012年1月上演、明治座） - 大石内蔵助 役
- 明日の幸福（2012年8月上演、三越劇場） - 松崎寿一郎 役
- 三匹のおっさん（2015年11月上演、中日劇場ほか） - シゲ 役
- 石井ふく子名作劇場「君はどこにいるの」（2017年2月、三越劇場、新歌舞伎座） - 省二郎 役[23]

### CM・広告
- 明星食品（どんぶりくん、どんぶりくんコーンラーメン）

### ライブ・コンサート
- 西郷輝彦45周年記念コンサート（2009年9月25日、熊本県上天草市・アロマ文化ホール）
- 〜 Teruhiko Saigo Live Act.5 ! 〜（2009年11月6日、クラブチッタ川崎）

### イベント
- 第112回赤穂義士祭（2015年12月14日、兵庫県赤穂市。義士行列の大石内蔵助役で特別参加）

## 著書
- 『生き方下手』（2007年1月、ロングセラーズ刊） - 自伝
- 『西郷力。 志を鍛えるための7カ条』徳間書店, 2013.3

## 関連文献
- 藤井淑禎『御三家歌謡映画の黄金時代 橋・舟木・西郷の「青春」と「あの頃」の日本』（2001年、平凡社新書）
- 岡田喜一郎『昭和歌謡映画館』（2009年7月、中公新書ラクレ）